# Португалия на летних Олимпийских играх 1928
Португалия принимала участие в Летних Олимпийских играх 1928 года в Антверпене (Бельгия) в четвёртый раз за свою историю, и завоевала одну бронзовую медаль. Возглавлял делегацию Мануэл да Кошта Латину. Впервые португальские спортсмены соревновались в современном пятиборье и футболе.

## Медалисты
| Медаль | Спортсмен | Вид спорта | Дисциплина                  |
| ------ | --- | ---------- | --------------------------- |
| Бронза | Паулу д’Эса Леал Мариу де Норонья Жорже ди Пайва Фредерику да Кунья Паредеш Жуан Сассетти Энрике да Силвейра | Фехтование | Шпага, командное первенство |

## Результаты соревнований

### Борьба
Спортсменов — 1

#### Борьба греко-римская
| Спортсмен               | Категория | Первый раунд                | Второй раунд       | Третий раунд           | Четвертый раунд      | Пятый раунд          | Шестой раунд         | Седьмой раунд        | Место |
| Спортсмен               | Категория | Соперник Результат          | Соперник Результат | Соперник Результат     | Соперник Результат   | Соперник Результат   | Соперник Результат   | Соперник Результат   | Место |
| ----------------------- | --------- | --------------------------- | ------------------ | ---------------------- | -------------------- | -------------------- | -------------------- | -------------------- | ----- |
| Бенжамин Эстевиш Араужу | До 62 кг  | Джероламо Квалья (ITA) Пор. |                    | Саим Арыкан (TUR) Пор. | Завершил выступление | Завершил выступление | Завершил выступление | Завершил выступление | 9     |

### Конный спорт
Спортсменов — 4

### Лёгкая атлетика
Спортсменов — 3

#### Мужчины
Бег и ходьба
| Дисциплина             | Спортсмены                      | Первый раунд | Первый раунд | Четвертьфинал        | Четвертьфинал        | Полуфинал            | Полуфинал            | Финал                | Финал                |
| Дисциплина             | Спортсмены                      | Результат    | Место        | Результат            | Место                | Результат            | Место                | Результат            | Место                |
| ---------------------- | ------------------------------- | ------------ | ------------ | -------------------- | -------------------- | -------------------- | -------------------- | -------------------- | -------------------- |
| 100 м                  | Жозе Артур Прата Ребелу ди Лима |              | 4            | Завершил выступление | Завершил выступление | Завершил выступление | Завершил выступление | Завершил выступление | Завершил выступление |
|                        |                                 |              |              |                      |                      |                      |                      |                      |                      |
| 200 м                  | Жозе Артур Прата Ребелу ди Лима |              | 4            | Завершил выступление | Завершил выступление | Завершил выступление | Завершил выступление | Завершил выступление | Завершил выступление |
|                        |                                 |              |              |                      |                      |                      |                      |                      |                      |
| 110 м с барьерами      | Жозе Пальяриш Кошта             |              | 5            | Завершил выступление | Завершил выступление | Завершил выступление | Завершил выступление | Завершил выступление | Завершил выступление |
|                        |                                 |              |              |                      |                      |                      |                      |                      |                      |
| 3000 м с препятствиями | Энрике Сантуш                   |              | 6            | Завершил выступление | Завершил выступление | Завершил выступление | Завершил выступление | Завершил выступление | Завершил выступление |

### Парусный спорт
Спортсменов — 4
| Команда | Класс     | Гонки | Гонки | Гонки | Гонки | Гонки | Гонки | Гонки | Место |
| Команда | Класс     | 1     | 2     | 3     | 4     | 5     | 6     | 7     | Место |
| --- | --------- | ----- | ----- | ----- | ----- | ----- | ----- | ----- | ----- |
| Фредерику Гильерме Дафф Бёрней ди Мендонса Карлуш Эдуарду Блек Антониу Гедеш ди Эредиа Эрнесту Виейра ди Мендонса | Класс 6 м | 13    | 12    | 8     | 12    |       |       |       | 12    |

### Современное пятиборье
Спортсменов — 1
| Спортсмен                             | Стрельба | Стрельба | Плавание | Плавание | Фехтование | Фехтование | Бег     | Бег   | Скачки  | Скачки | Сумма | Место |
| Спортсмен                             | Очки     | Место    | Время    | Место    | Побед      | Место      | Время   | Место | Очки    | Место  | Сумма | Место |
| ------------------------------------- | -------- | -------- | -------- | -------- | ---------- | ---------- | ------- | ----- | ------- | ------ | ----- | ----- |
| Себастьян ди Фрейташ Бранку ди Эредиа | 132      | 36       | 6:01,0   | 18       | 5          | 20         | 16:40,2 | 6     | 15:35,2 | 32     | 133   | 31    |

### Тяжёлая атлетика
Спортсменов — 1
| Спортсмен       | Категория | Масса, кг | Жим | Жим | Жим  | Рывок | Рывок | Рывок | Толчок | Толчок | Толчок | Всего | Место |
| Спортсмен       | Категория | Масса, кг | 1   | 2   | 3    | 1     | 2     | 3     | 1      | 2      | 3      | Всего | Место |
| --------------- | --------- | --------- | --- | --- | ---- | ----- | ----- | ----- | ------ | ------ | ------ | ----- | ----- |
| Антониу Перейра | До 60 кг  |           | 65  | 70  | 72,5 | 75    | 80    | 80    | 100    | 105    | 105    | 255   | 11    |

### Фехтование
Спортсменов — 7

### Футбол
Спортсменов — 18
Состав команды
Главный тренер: Кандиду ди Оливейра
Тренеры: Рикарду Орнелас и доктор Мариу Кастру
| Имя                       | Дата рождения | Клуб              | Игр     | Голов   |         |         |
| Вратари                   | Вратари       | Вратари           | Вратари | Вратари | Вратари | Вратари |
| ------------------------- | ------------- | ----------------- | ------- | ------- | ------- | ------- |
| Антонью Фернандеш Рокети  | 08.08.1906    | Каза Пия          | 3       | -5      |         |         |
| Сиприану Нунеш дос Сантуш | 13.10.1901    | Спортинг Лиссабон | 0       | 0       |         |         |
| Защитники                 |               |                   |         |         |         |         |
| Карлуш Алвиш Жуниор       | 10.03.1903    | Каркавелиньос     | 3       | 0       |         |         |
| Жоржи Гомеш Виейра        | 23.02.1898    | Спортинг Лиссабон | 3       | 0       |         |         |
| Оскар Васкес ди Карвалью  | 22.12.1903    | Боавишта          | 0       | 0       |         |         |
| Полузащитники             |               |                   |         |         |         |         |
| Сезар ди Матуш Родригеш   | 22.02.1902    | Белененсеш        | 3       | 0       |         |         |
| Анибал Жозе               | 29.03.1904    | Витория Cетубал   | 0       | 0       |         |         |
| Аугушту Силва             | 22.03.1902    | Белененсеш        | 3       | 1       |         |         |
| Таманкейру                | 22.01.1903    | Бенфика           | 3       | 0       |         |         |
| Нападающие                |               |                   |         |         |         |         |
| Либерту душ Сантуш        | 31.03.1933    | Униан Лиссабон    | 0       | 0       |         |         |
| Арманду да Силва Мартинш  | 04.03.1903    | Витория Сетубал   | 2       | 0       |         |         |
| Жозе Мануэл Мартинш       | 02.09.1906    | Спортинг Лиссабон | 3       | 0       |         |         |
| Валдемар Мота да Фонсека  | 18.03.1906    | Порту             | 3       | 1       |         |         |
| Алфреду Рамуш             | 15.02.1906    | Белененсеш        | 0       | 0       |         |         |
| Жуан душ Сантуш           | 11.02.1909    | Витория Сетубал   | 1       | 0       |         |         |
| Витор Марколину да Силва  | 20.02.1909    | Бенфика           | 3       | 3       |         |         |
| Пепе Суариш               | 30.01.1908    | Белененсеш        | 3       | 2       |         |         |
| Жоржи Гонсалвиш Тавариш   | 21.01.1905    | Бенфика           | 0       | 0       |         |         |